# Stephen A. Jarislowsky
Stephen A. Jarislowsky (né le 9 septembre 1925 à Berlin) est un investisseur et milliardaire canadien. En 2005, selon Forbes, Jarislowsky est la 246e fortune mondiale, évaluée à 1,1 milliard de dollars américains.

## Biographie

### Formation et carrière militaire
Jarislowsky nait à Berlin. La famille Jarislowsky quitte l'Allemagne pour les Pays-Bas, puis la France.
En 1941, à l’âge de seize ans, il émigre aux États-Unis et étudie à l'école préparatoire d'Asheville. Il étudie par la suite en construction mécanique à l'Université Cornell.
Après ses études, il sert dans les forces armées des États-Unis. Il termine sa formation de base et étudie le japonais à l'Université de Chicago.
Après la guerre, il est envoyé au Japon pour faire du contre-espionnage. Il retourne aux États-Unis pour continuer ses études, plus précisément pour une maîtrise en cultures orientales à l'Université de Chicago (1949), où il obtient le titre honorifique de Phi Beta Kappa. En 1952, il obtient une maîtrise en administration des affaires (MBA) de l'Université Harvard.

### Carrière financière
Jarislowsky déménage à Montréal et travaille pour Alcan Inc., où il obtient le poste d’adjoint au directeur des finances. En 1955, il fonde et préside la Jarislowsky, Fraser et compagnie, qui devient l'une des plus grandes sociétés de gestion canadienne.
Il parle cinq langues, soit l’allemand, le français, l’anglais, le néerlandais et le japonais.

## Militantisme
Bien qu'il ne soit pas actif en politique, Jarislowsky s'oppose au nationalisme québécois. En mai 1997, lors d'un discours prononcé à l'association municipale de Westmount, il raconte comment, peu après le référendum de 1995 au Québec, il suggère la partition du Québec et la transformation de Montréal en ville-état. Il fait aussi le rapprochement entre le nationalisme québécois de Jacques Parizeau et de Lucien Bouchard et le fascisme.
Le 12 mai 2011, dans une entrevue au journal La Presse, Jarislowsky réitère ses propos et étend ces derniers à l'ensemble du mouvement souverainiste du Québec,.
Dans une entrevue donnée aux Francs-tireurs et diffusée le 9 mars 2011, Jarislowsky déclare ne pas être juif et croire qu'il n'y a rien après la vie.
Le 18 août 2014, Jarislowsky déclare à l'agence QMI : «Je ne suis pas fédéraliste. Pas nécessairement. Si le Québec était aussi riche que la Suisse, je serais indépendantiste»

## Prix et distinctions
Jarislowsky possède des doctorats honorifiques de l'Université Queen's, de l'Université de l'Alberta, de l'Université McMaster et de l'Université de Montréal. Il a donné son nom à sept chaires universitaires.
- 2002 - Chevalier de l’Ordre national du Québec
- 2002 - Compagnon de l'ordre du Canada
- 2007 - Grand officier de l’Ordre national du Québec